# سانغاكو

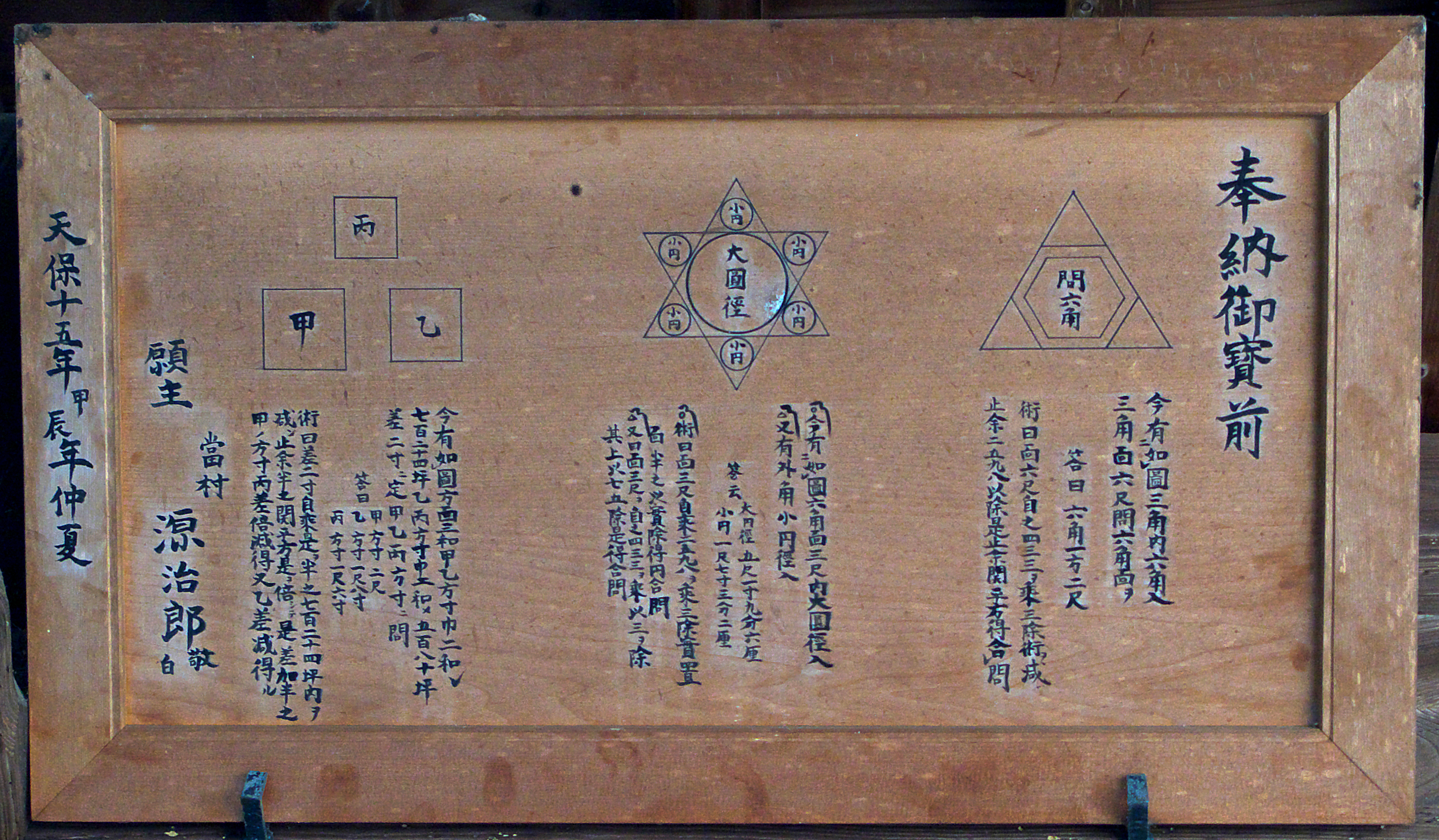
سانغو في معبد أنمانجي في نارا

لغز سانغو حيث ثلاث دوائر تتشارك مع خط تماس واحد

سانغاكو تعني باللغة (باليابانية: 算額) "الأقراص الرياضية" وهي عبارة عن ألغاز هندسية يابانية  مستمدة من الهندسة الإقليدية، وتكون منقوشة على أقراص من الخشب. وقد ظهرت إلى الوجود خلال فترة إدو (1603-1867) وصنعت من طرف كل الفئات الاجتماعية.